# زیگفرید اشتور
زیگفرید اشتور (ایتالیایی: ‎Siegfried Stohr‎؛ زادهٔ ۱۰ اکتبر ۱۹۵۲ در ریمینی، امیلیا-رومانیا) رانندهٔ سابق مسابقات اتومبیل‌رانی اهل ایتالیا است که در فصل ۱۹۸۱ در مجموع در سیزده گراند پری از مسابقات جهانی فرمول یک شرکت کرد، اما موفق به کسب هیچ امتیازی نشد.